# 川島インターチェンジ
川島インターチェンジ（かわじまインターチェンジ）は、埼玉県比企郡川島町かわじまにある、首都圏中央連絡自動車道（圏央道）のインターチェンジ。

## 歴史
- 1986年（昭和61年）3月：青梅IC - 川島IC間都市計画決定
- 1999年（平成11年）10月：鶴ヶ島JCT - 川島IC間起工式
- 2008年（平成20年）3月29日：鶴ヶ島JCT - 川島IC間開通に伴い、供用開始[1]。
- 2010年（平成22年）3月28日：川島IC - 桶川北本IC間開通[1][2]。

## 周辺
- 川島町役場
- 川島消防署
- 川島町立西中学校
- 遠山記念館

## 接続する道路
- 直接接続
  - C4首都圏中央連絡自動車道(52番)
  - 国道254号

## 料金所
ブース数：7

### 入口
- ブース数：3
  - ETC専用：1
  - 一般：2

### 出口
- ブース数：4
  - ETC専用：1
  - 一般：3

## 隣
C4 首都圏中央連絡自動車道
(51)坂戸IC - (52)川島IC - (60)桶川北本IC
最高速度は当ICを境に、鶴ヶ島JCT方面が80km/h、久喜白岡JCT方面が100km/h（いずれも平常時）となっている。